# 普日布扎布·桑堆扎布
普日布扎布·桑堆扎布（1938年—2004年），蒙古国著名诗人、记者与文化人物，1998年被授予“蒙古国文化功勋工作者”称号。他出生于色楞格省鄂尔浑图勒苏木，1962年毕业于蒙古国立大学新闻专业，1976年在莫斯科高级党校完成进修学习。桑杜扎布曾在蒙古国家广播电台担任编辑、主编与政治评论员等多个职位，并于1990年代中期主持第25频道电视节目《星期日嘉宾》。
作为诗人，他自1960年代起开始发表作品，代表作包括《雨水》（Хурийн ус）、《思念的幸福》（Санахын жаргал）与《奔马》（Гүйгүүл）等。他还为蒙古流行歌曲创作歌词，如《白发苍苍的奶奶》（Настан буурал эмээ）、《命运》（Тавилан）和《乌兰巴托的夜》（蒙古語：、ᠤᠯᠠᠭᠠᠨᠪᠠᠠᠲᠠᠷᠢᠨ ᠤᠳᠡᠰᠢ）。其弟普日布扎布·策仁道嘎为蒙古国人民艺术家、著名演员。